# ميخائيل هوراك
ميخائيل هوراك (بالإنجليزية: Michael Horak)‏ هو لاعب دوري الرغبي بريطاني وجنوب أفريقي، ولد في 13 يونيو 1977 في جوهانسبرغ في جنوب أفريقيا.

## روابط خارجية
- ميخائيل هوراك على موقع دوري الرغبي الممتاز (الإنجليزية)
- ميخائيل هوراك عل موقع إسبنسكروم (الإنجليزية)
- ميخائيل هوراك على موقع ItsRugby.co.uk (الإنجليزية)